# Каван (графство)
Каван (на английски: County Cavan, Каунти Каван; на ирландски: Contae an Chabháin, произнася се по-близко до Кавън) е едно от 26-те графства на Ирландия. Намира се в провинция Ълстър. Граничи с графствата Лийтрим, Лонгфорд, Мийт, Уестмийт и Монахан. На север граничи със Северна Ирландия. Има площ 1931 km². Население 63 961 жители към 2006 г. Главен град на графството е Каван. Градовете в графството са Арва, Балиджеймсдъф, Баликонъл, Бейлибъро, Белтърбет, Върджиния, Глангевлин, Каван (най-голям по население), Килшандра, Кингскърт, Кутхил, Маунтнюджънт, Шъркък.